# Дітер Бурденскі
Дітер Бурденскі (нім. Dieter Burdenski; 26 листопада 1950, Бремен — 9 жовтня 2024) — німецький футболіст, що грав на позиції воротаря.
Виступав, зокрема, за клуб «Вердер», а також національну збірну Німеччини.
Чемпіон Німеччини.

## Клубна кар'єра
У дорослому футболі дебютував 1970 року виступами за команду клубу «Шальке 04», в якій провів один сезон, взявши участь лише у 3 матчах чемпіонату.
Протягом 1971—1972 років захищав кольори команди клубу «Армінія» (Білефельд).
Своєю грою за останню команду привернув увагу представників тренерського штабу клубу «Вердер», до складу якого приєднався 1972 року. Відіграв за бременський клуб наступні шістнадцять сезонів своєї ігрової кар'єри. Більшість часу, проведеного у складі «Вердера», був основним голкіпером команди.
Протягом 1988 року захищав кольори команди шведського клубу АІК.
Завершив професійну ігрову кар'єру в нідерландському «Вітесса», за команду якого виступав протягом 1990—1991 років.

## Виступи за збірну
У 1977 році дебютував в офіційних матчах у складі національної збірної Німеччини. Протягом кар'єри у національній команді, яка тривала 8 років, був здебільшого резервним воротарем і провів у формі головної команди країни лише 12 матчів.
У складі збірної був учасником чемпіонату світу 1978 року в Аргентині, чемпіонату Європи 1984 року у Франції.

## Титули і досягнення
- Чемпіон Німеччини (1):

«Вердер»: 1988